# Herzblut (Subway to Sally)
Herzblut ist das sechste Studioalbum der Potsdamer Band Subway to Sally. Viele sehen in diesem Album das letzte Album der „alten“ Sallys, das letzte Kapitel mittelalterlich geprägter Musik, bevor 2003 die Engelskrieger-CD erschien. In der Tat stehen hier letztmals die Sackpfeifen, Schalmeien, Oboen und Geigen im Vordergrund, die Gitarren weiter hinten.

## Inhalt
Das Cover ist, abgesehen vom Schriftzug und einem einzelnen roten Rosenblatt mit mehreren Bluttropfen, fast vollständig weiß. Dieses farbliche Thema hatte die Band auf der anschließenden Tour aufgegriffen – die sechs männlichen Musiker in weiß, die einzige Frau der Band, Geigerin Frau Schmitt, im roten Kleid. Die Farbgebung scheint vom Lied „Kleid aus Rosen“ beeinflusst worden zu sein. In dem Lied wird das Thema „Unschuld trifft Sünde“ aufgegriffen. Ein unschuldiges Mädchen bittet einen „Meister“, ihr ein Kleid aus Rosen zu geben, und zwar mit der Nadel in die Haut gestochen.
Mit „Kleid aus Rosen“ ist zum ersten und einzigen Mal in der Geschichte der Band ein Song auf einer Platte zweimal erschienen: Als „normale Version“, die auf den meisten Touren so gespielt wird, und als Akustik-Version (unplugged), die es als Überraschungssong auf dem zweiten Teil der Engelskrieger-Tour zu hören gab, auch bei der Akustiktour zu Nackt und zur Kreuzfeuer-Tour gespielt wurde.
Musikalisch scheint Herzblut weicher und melodischer als noch der Vorgänger Hochzeit – allerdings auch verspielter und experimentierfreudiger. Das Spektrum umfasst kirchliche Chorgesänge ebenso wie Tribal-Trommeln, gleich zum Beginn des Albums, als Intro zu „Die Schlacht“. Alte Sangesformen wie Kontrapunktion wurden eingesetzt, andererseits hat die Band mehr als je zuvor mit elektronischen Klängen experimentiert. Im Nachhinein ist das Album „wegen der zu weichgespülten Produktion“ (Bodenski) ein bisschen das Stiefkind der Band, aber das bei den Fans beliebteste Album (laut einer Umfrage auf dem Forum der Subway-to-Sally-Website).
Die Texte setzen sich thematisch mit dem breiten Spektrum von Liebe und Leidenschaft, eben „Herzblut“, auseinander: Mit dem bitteren Beigeschmack eines One-Night-Stands in „Das Messer“, mit dem Schmerz, der mit verliebter, unerfüllter Sehnsucht einhergeht, in „Herrin des Feuers“, mit Zartheit und Verletzlichkeit der ersten Liebe in der Ballade „So Rot“, mit einer Liebesnacht im Freien in „Krötenliebe“, bei dem der Text mittels Geigen in einzigartiger Weise musikalisch umgesetzt wurde, oder wie oben angesprochen, mit dem Thema Unschuld und Sündenfall. Auch der Gegenpol zu Liebe erhält in „Wenn Engel hassen“ seinen Platz. Kritik an der Kirche wird in „Drei Engel“, Kampf gegen die eigenen Ängste in „Die Schlacht“, Verwirrung vor Liebe und Leidenschaft bis hin zum Wahn in „Veitstanz“ thematisiert. „Accingite vos“ ist entgegen der Meinung vieler keine Wiederauflage eines mittelalterlichen Kirchenchorals, sondern eine Eigenkomposition, die den Versuch unternimmt, wie eben ein solcher zu klingen.

## Titelliste
1. Die Schlacht – 4:02
2. Veitstanz – 4:39
3. Das Messer – 4:29
4. Herrin des Feuers – 7:05
5. Kleid aus Rosen – 4:57
6. Wenn Engel hassen – 6:29
7. Krötenliebe – 3:42
8. Accingite Vos – 4:17
9. So rot – 3:45
10. Drei Engel – 1:15
11. Kleid aus Rosen (akustisch) – 5:07